# Страдом (Краків)
Страдом — район Кракова, що входить до I дільниці Старого міста. Раніше це було південне передмістя Кракова, розташоване між плантаційною лінією та руслом Старої Вісли. Кордон Страдома із заходу, півдня та сходу утворював вигин Вісли, що відокремлював його від Казімєжа (сьогодні Планти Дітловські), а з півночі — рукав Рудави. Це була болотиста місцевість і часто затоплювалася Віслою.
Нині головною віссю та комунікаційним маршрутом Страдома є вулиця Страдомська.
У 1994 році Страдом разом зі Старим містом, Вавельським замком, Казімєжем, Пяскем, Подгужем і Новим Святом був оголошений пам'яткою історії.

## Історія

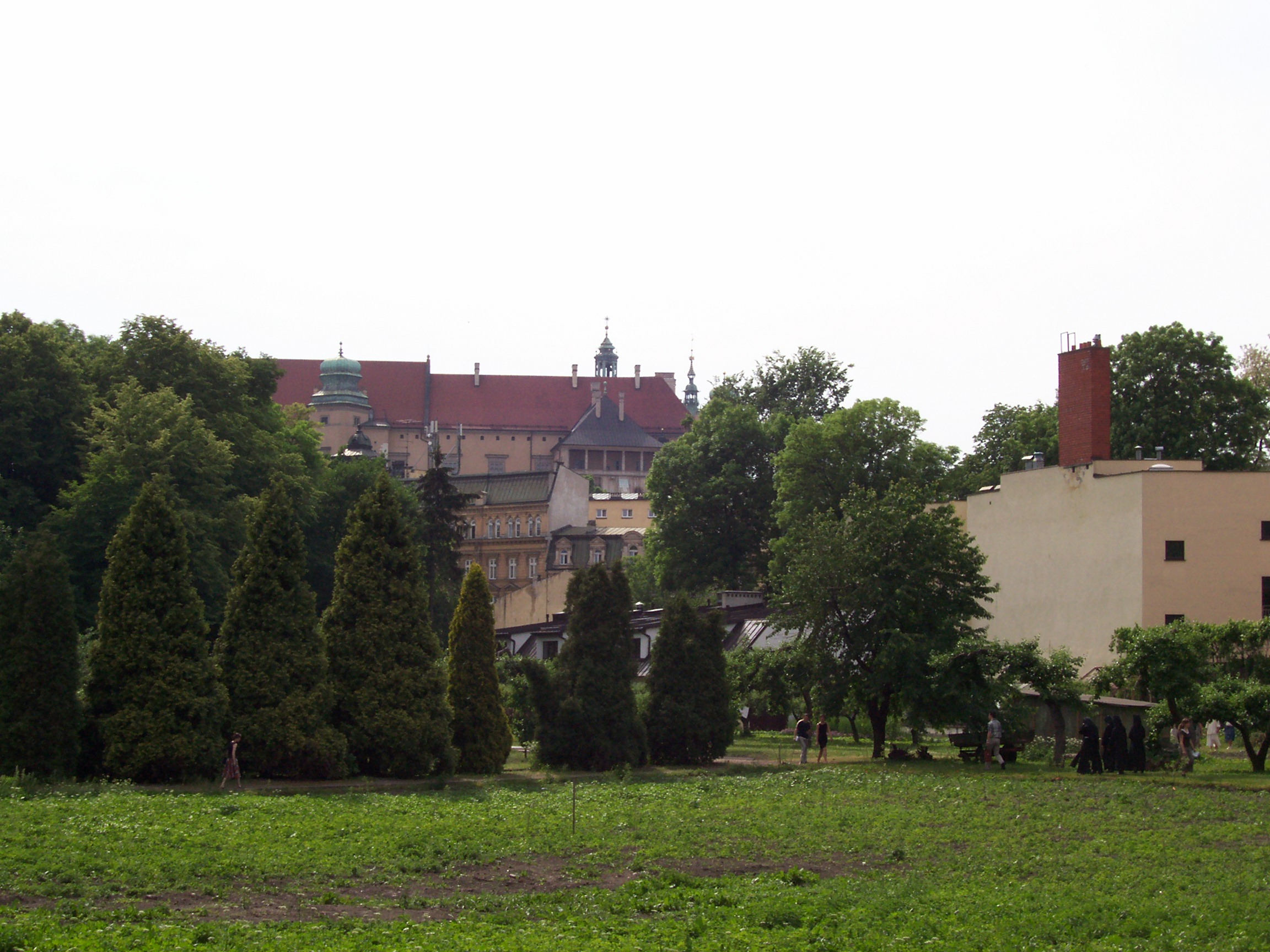
Місіонерський священичий сад у кварталі між Страдомською, св. Гертруди, св. Себастьяна і Дж. Дітля. На задньому плані видно Вавель.

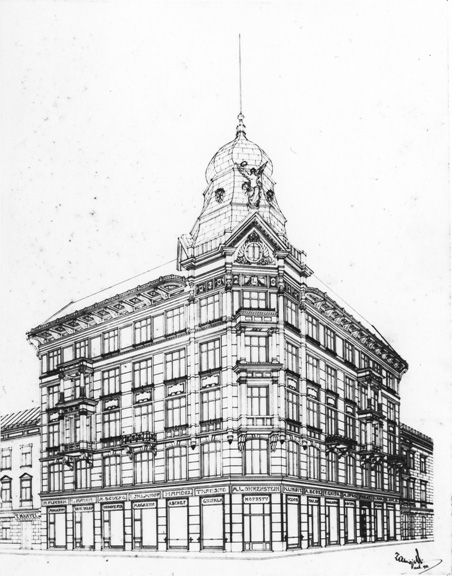
Кам'яниця Оренштайна за проектом Яна Завейського. Зараз без шпиля на куполі, розібраний нацистами.

Перша згадка про Страдом датується 1378 роком: "pro wlneracione [uulneracione] cuiusdam mulieris de Stradomia". Саме тоді королева Єлизавета схвалила дарування розташованого тут саду. Цей сад був відданий костелу св. Станіслава на Скалці краківським міщанином Станіславом Чаєм .
Це передмістя також називали Королівським мостом ( hortum suum у Stradomia псевдонім у Ponte Regali — дипломатичний кодекс собору св. Вацлав, пт. II, документ № 465 від 1402 р., пізніше Stradom: Pons Regalis alias Stradomya ) — від мосту, що сполучав Краків з Казімєжем . У 1419 році Владислав Ягелло включив Страдом до Казімєжа, і громада цього передмістя мала гарантоване представництво в міській раді Казімєжа.

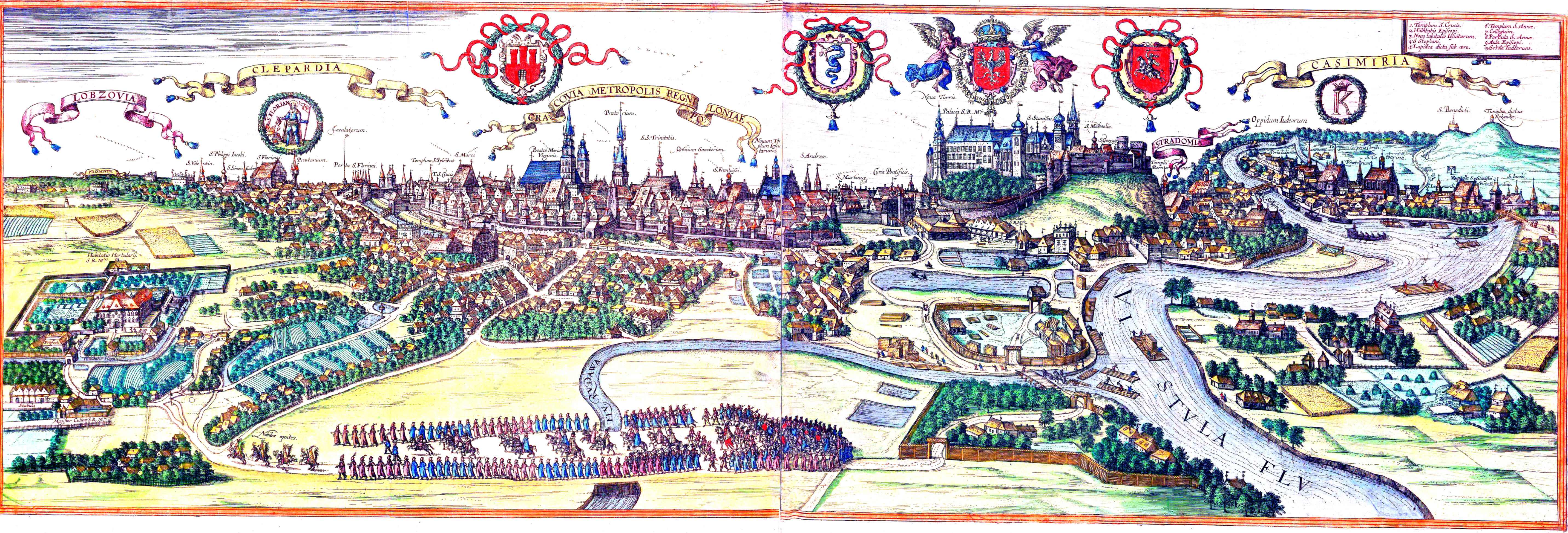
Вид на Краків, Страдом, Клєпаж, Казімєж і Лобзув з атласу Civitates orbis terrarum Георга Брауна та Франса Гогенберга 1618 року.

У Theatri praecipuarum totius mundi urbium, опублікованому в Кельні в 1618 році, Краків називається Cracovia nobilissima et celeberrima Sarmatiae urbs («Краків, найблагородніше та найвідоміше місто Сарматії») і характеризується терміном Sarmatica Tripolis seu potius Pentapolis , в якому поряд з Краковом, Казімєжем і Клепажем розглядалися також Гарбари і Страдом.
Під час поділу Страдом розміщував кілька важливих офісів (включно з митницею та поштою), тому його вважали австрійським районом. У 1858–1954 роках був 7-м кадастровим округом Кракова.

## Етимологія назви
Назви з коренем strad- зустрічаються у значній кількості в усій польській мові (із суфіксом -om Stradomia, Stradomka, Stradomicko, Stradomno, Stradomszczyzna, Stradomskie Jezioro, а також іншими суфіксами: Stradań, Stradecz, Stradecka Góra, Stradcz, Stradlice, Stradnik, Stradniki, Stradno, Stradoń, Stradopol, Stradowo, Stradów ), а також в ареалі східнослов’янських мов. Корінь strad- добре відомий як у польській, так і в інших слов'янських мовах. Сьогоднішній варіант stradać, stradam, stradasz не був примітивним у польській мові, як показують приклади, і в цих формах можна побачити сліди відмінювання III: stradać ( *strad-a-ti ), stradze ( *strad-iǫ ), stradzesz ( *strad-iesi ) (пор. старослов’ян. stradati, straždǫ, straždeši ). Значення дієслова втратилось в середньовічних текстах можна описати як «втрачати; мати щось, бути позбавленим чогось; терпіти нестачу. У XVI ст. додалось нове значення – «позбавляти».
Сучасний варіант Stradom/Stradomia вказує на те, що спочатку кінцевий -m був м’яким, тому слово складалося з таких словотворів: *Strad-om-jь. Найпоширенішою (хоча й не виключною) функцією форманта -jь було творення присвійних імен, що позначали місця, якими володів чоловік, від імені якого створено назву. Так, фортеця Познань називалася Poznań, Мишлібора – Myślibórz, Радогоста – Radogoszcz, Пшемисла – Przemyśl тощо. Сьогодні різниця між основним особистим іменем і місцевим похідним найменш помітна в іменах, що закінчуються на губні та губно-зубні приголосні, оскільки вони завжди важкі у вимові. Таким чином, якщо вважати місцеву назву Страдом (родовий відмінок Stradomia) присвійною, то основною особовою назвою для неї буде Страдом (родовий відмінок Страдома).
За словами Вітольда Ташицького польські особисті імена, що містять суфікс -om (напр. Dzigoma/Digoma з 1136 р., Witoma з 1318 р., Lubom з 1424 р., Trzaskoma з 1435 р., Trzeskoma з 1438 р., Jaroma з 1461 р.) — двопредметні скорочення, тобто такі, де скорочення двоскладової назви зберігає всю першу частину та частину другої частини. Так само, як від повного двоскладного імені Broni-sław утворено скорочене ім'я Broni-sł, а Suli-mira - Suli-m, від повного імені Wito-mir, скороченого імені Wito-m, Radzi-mira - Радзі-м, Яро-міра Яро- ма, Радо-міра Радо-м та ін. Ми не знаємо, чи існувала форма імені *Страдомил ( *Stradomir, *Stradomysł ), яку можна було б скоротити як Страдом. Винятком є примітка під 1425 роком (№ 3810) такого змісту: Wenczla Stranczek de Stradomiria salsator, але також назва Stradomia могла бути придумана письменником для сусіднього міста Казимира. Однак існування такої назви вірогідне, оскільки маємо запис південнослов’янського імені Страдослав ( Stradosclauua, Stradasclau ).
Друга теорія пов’язана із зауваженням Яна Розвадовського про можливість розглядати такі імена, як Chocim, Chwalim та подібні імена на -om, як причастя відповідних дієслів. Таким чином, форму страдомъ можна розглядати як дієприкметникове утворення, утворене суфіксом -ом, виділеним із дієприкметникових утворень. Прикметник stradom (y) може бути використаний для опису людини, як жадібний, (не)видимий. Взявши це значення, ми отримаємо «схильний до страждань, бідності»; схоже на старопольське слово "stradny" - 'бідний, жалюгідний'.
Третє пояснення, найпростіше, бачить Stradom як топографічну назву з прикметників, пояснюючи назву *Stradom-jь (або спочатку - як вважав Розвадовський - *Stradom-je ) як топографічну. Суфікс *-jь *-ja *-je найчастіше утворював присвійні назви, але не тільки, він також використовувався для творення загальних прикметникових топонімів. Від прикметника страдом (-ъ) воно могло виникнути з формантом -jь, або первісно -je Stradom-jь, що найкраще порівняти з давньоруським страдомая земля — «орна земля».  Тому назву Страдом можна пов’язати з початковим значенням «культивований з працею», що відповідало б рельєфу місцевості, оскільки Страдом був невеликою сільськогосподарською територією між затонами Вісли та заболоченими угіддями, що простягаються вздовж сучасної  вул. Себастьяна.

## Пам'ятки
- Монастир Місіонерів та сад священиків-місіонерів
- Костел Навернення св. Павла в Кракові
- Монастир св. Бернардинців та костел св. Бернардина в Кракові
- Церква св. Агнешки в Кракові
- Колишній будинок для людей похилого віку - благодійне товариство, раніше монастир сестер Колетек ( вул. Колетек, 10 і 12)
- Надвіслянський Краків
- Колишній готель "Під Золотим Волом" (пізніше готель "Лондон"), вул. Страдомська, 11
- Колишній готель "Під Білою Розою", вул. Страдомська, 13
- Митниця та колишній костел св. Ядвігі, вул. Страдомська, 12–14
- Нова митниця (1856–1863 рр.)
- Садиба каноніка Дубицького з пам'ятною дошкою 1813 р., вул. Колетек, 9
- Кам’яниця Мойжеша Льобеля Оренштайна, збудована у 1911–1913 рр., ріг вул. Страдомської та Дітля (вул. Дітля, 42)

## Установи
Вища духовна семінарія Місіонерів Вікентія  і Вища духовна семінарія Сосновецької дієцезії в Кракові розташовані на Страдомі.